# Semicytherura affinis
Semicytherura affinis är en kräftdjursart som först beskrevs av Georg Ossian Sars 1866.  Semicytherura affinis ingår i släktet Semicytherura, och familjen Cytheruridae. Arten har ej påträffats i Sverige.